# Stor-Hustjärnen
Stor-Hustjärnen är en sjö i Örnsköldsviks kommun i Ångermanland och ingår i Nätraåns huvudavrinningsområde. Sjön har en area på 0,0976 kvadratkilometer och ligger 246,9 meter över havet. Sjön avvattnas av vattendraget Grätnäsån.

## Delavrinningsområde
Stor-Hustjärnen ingår i det delavrinningsområde (701916-160843) som SMHI kallar för Utloppet av Storhustjärnen. Medelhöjden är 281 meter över havet och ytan är 1,34 kvadratkilometer. Räknas de 3 avrinningsområdena uppströms in blir den ackumulerade arean 8,53 kvadratkilometer. Grätnäsån som avvattnar avrinningsområdet har biflödesordning 3, vilket innebär att vattnet flödar genom totalt 3 vattendrag innan det når havet efter 43 kilometer. Avrinningsområdet består mestadels av skog (92 procent). Avrinningsområdet har 0,1 kvadratkilometer vattenytor vilket ger det en sjöprocent på 7,3 procent.